# The Sims 2: Open for Business
The Sims 2: Open for Business er en udvidelsespakke til The Sims 2, fra Maxis. Pakken gør spilleren i stand til at købe/lave sin egen forretning, og man kan endda fremstille sine egne ting, man kan sælge i sin butik. Spillet introducerer også nye Skill-points i de fire discipliner "blomster i vaser", "legetøj", "husholdingshjælper" og "frisør". Disse vises som skilte i enten bronze, sølv eller guld, alt efter hvor dygtig ens sim er til disciplinen. Open for Business byder også på en helt ny slags sims, kaldet en servo. Servoen, der aldrig ældes, kan kun rekvireres ved at købe en robot-station og få fuld dygtighed i "Robotteknik".
| computerspil | Spire Denne computerspilsrelaterede artikel er en spire som bør udbygges. Du er velkommen til at hjælpe Wikipedia ved at udvide den. |